# Nyárádmente

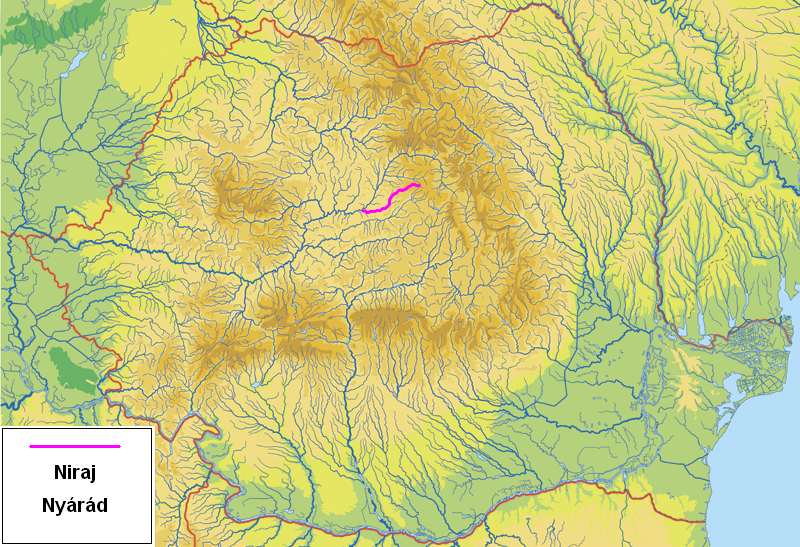
A Nyárád folyó a térképen

Nyárádmente egy tájegység a romániai Maros megye keleti részén, a Nyárád és a beléje ömlő patakok völgyében. Az egykori Marosszékhez tartozó, székelyek lakta vidék.

## Leírása
Nyárádmente, mint kistáj a történelmi Marosszékhez tartozik.  Marosszék vásáros központja és székhelye egy ideig Nyárádszereda volt.
E vidék Erdély legsűrűbben lakott területe, mely a Nyárád majd 80 km hosszú völgyének 66 települését mint gyöngysort fűzi össze. A Nyárádmente tájegység mintegy 500 km²-es értelmezése nem fedi teljesen a Nyárád vízgyűjtő területét (a Nyárád mente), mely mintegy 600 km²-t tesz ki. A térséghez nem számítják a Görgényi-havasok hegyvidékét.

## Tagoltsága
A Nyárádszeredától keletre eső, a Bekecs-hegy lábánál lévő vidéket nevezik Bekecsaljának is. A Sóvidéket elhagyva, a nagy Nyárád felső völgyében fekvő római katolikus falvakat tréfás néven "Szentföld"-nek is nevezik.
A tájegység három részegységre tagolódik:
- Felső-Nyárádmente, mely egyben magába foglalja a Bekecsalja kistájat,
- Közép-Nyárádmente, mely Nyárádszeredától Ákosfalváig terjedő térséget foglalja magában, egyes értelmezések szerint a Nyárádszereda közelében lévő települések is ide tartoznak,[5]
- Alsó-Nyárádmente, mely Nyárádkarácson község és Lukafalva község térségét foglalja magában.

A Nyárád folyó torkolatvidéke közelében néhány község intenzív paraszti zöldségtermeléssel foglalkozik, emiatt a környék lakossága tréfásan "Murokországnak" nevezi őket.

## Fontosabb települései

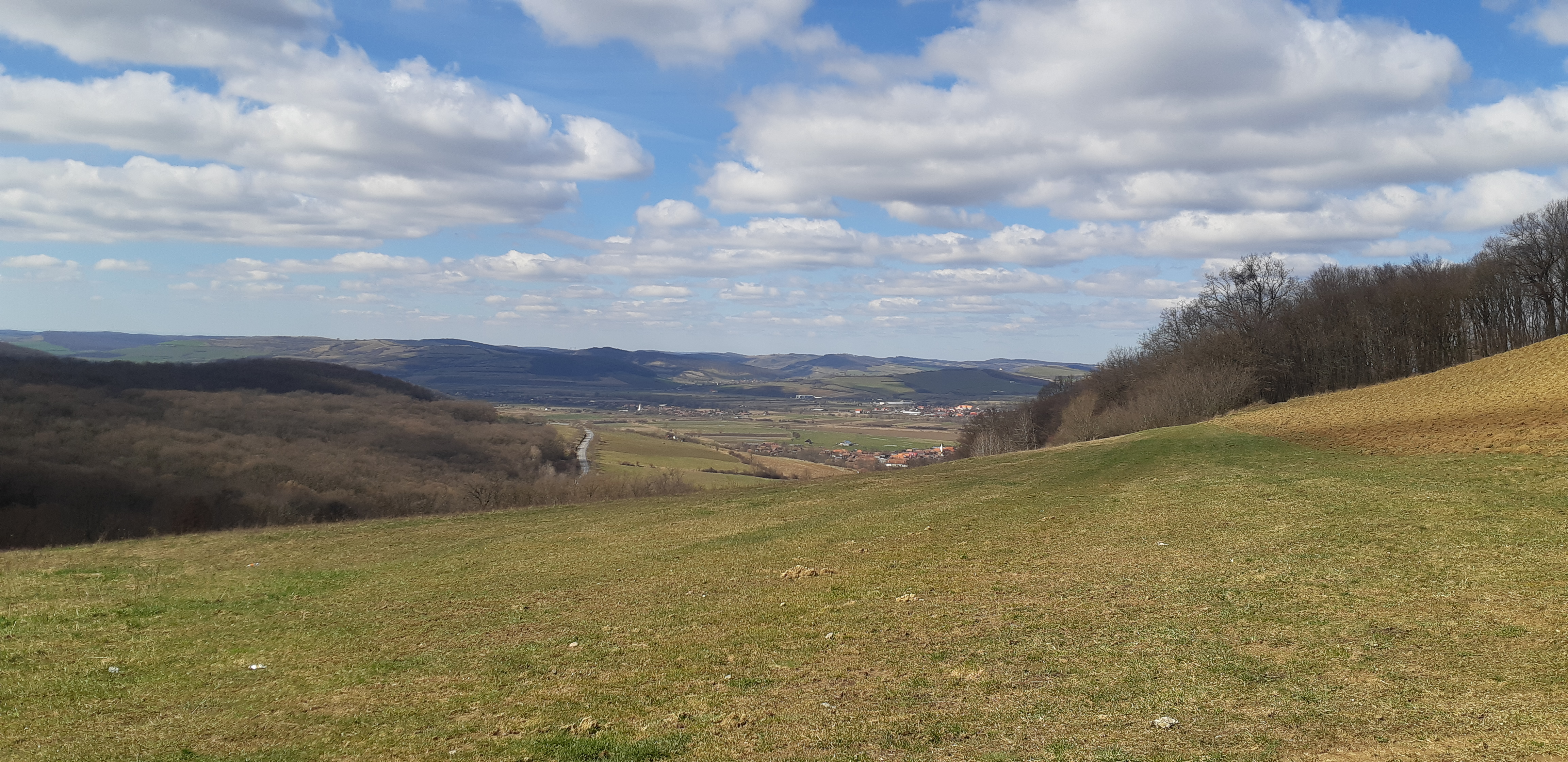
Nyárádszereda környéke a Rigmányi tetőről

A Nyárádmente vidékét Nyárádszereda város központtal a következő községek alkotják: Nyárádremete község, Székelyhodos község, Csíkfalva község, Nyárádmagyarós község, Székelybere község, Nyárádgálfalva község, Backamadaras község, Ákosfalva község, Nyárádkarácson község és Lukafalva község. A folyó Nyárádtő alatt ömlik a Marosba.
Ismert turisztikai települések még a községközpontokon kívül: Vármező, Mikháza, Jobbágytelke.